# Agapetus oblongatus
Agapetus oblongatus is een schietmot uit de familie Glossosomatidae. De soort komt voor in het Palearctisch gebied.